# هری نیلسون
هری ادوارد نیلسن سوم (به انگلیسی: Harry Edward Nilsson III) ‏(۱۵ ژوئن ۱۹۴۱–۱۵ ژانویه ۱۹۹۴)، ترانه‌سرا، خواننده و نوازنده آمریکایی است.
او با آنچه پیش خود از موسیقی فرا گرفته بود، از مقام یک کارمند معمولی بانک به یک ستاره بین‌المللی در دهه شصت و هفتاد میلادی صعود کرد و یک‌بار بیتل‌ها، نیلسون را هنرمند برگزیده و منتخب خود اعلام کردند که برای او یک برتری به حساب می‌آمد. گرچه نیلسون به عنوان یک ستاره موسیقی شهرتی به‌هم زد و خواندن و ساخت موسیقی تم چندین فیلم و مجموعه تلویزیونی را به‌عهده گرفت، به‌ندرت در صفحه تلویزیون ظاهر شد و هرگز کنسرتی اجرا نکرد.
همکاری نیلسون در ساخت موسیقی فیلم «کابوی نیمه‌شب» (۱۹۶۹) و ترانه محبوب تم آن فیلم: «هر کس برای خود حرف می‌زند»، که نخستین جایزه گرمی را برای او به ارمغان آورد، نقطه اوج شهرت او به‌حساب می‌آید. گرچه به‌طوری کنایه‌آمیز، موسیقی این ترانه و ترانه پرفروش دیگرش، «بدون تو» (۱۹۷۱)، در اصل از تصنیف‌های او نبودند.
دوستی سابق هری نیلسون با بیتل‌ها، موجب همکاری‌هایی بین او و اعضای گروه در اوایل دهه هفتاد شد، به‌طوری که به همراه رینگو استار، در فیلم «پسر دراکولا» (۱۹۷۴) ظاهر شد و به‌ساخت موسیقی آن پرداخت. او همکاری صمیمانه‌ای نیز با جان لنون داشت و این‌دو آلبومی از موسیقی کلاسیک پاپ به نام «گربه‌های خانگی» در سال ۱۹۷۴ میلادی به بازار ارائه کردند. نیلسون در سال ۱۹۹۴ میلادی بر اثر بیماری قلبی درگذشت.